# یواس‌اس بیتس (دی‌ئی-۶۸)
یواس‌اس بیتس (دی‌ئی-۶۸) (به انگلیسی: USS Bates (DE-68)) یک کشتی بود که طول آن ۳۰۶ فوت (۹۳ متر) بود. این کشتی در سال ۱۹۴۳ ساخته شد.